# Tmezypterys

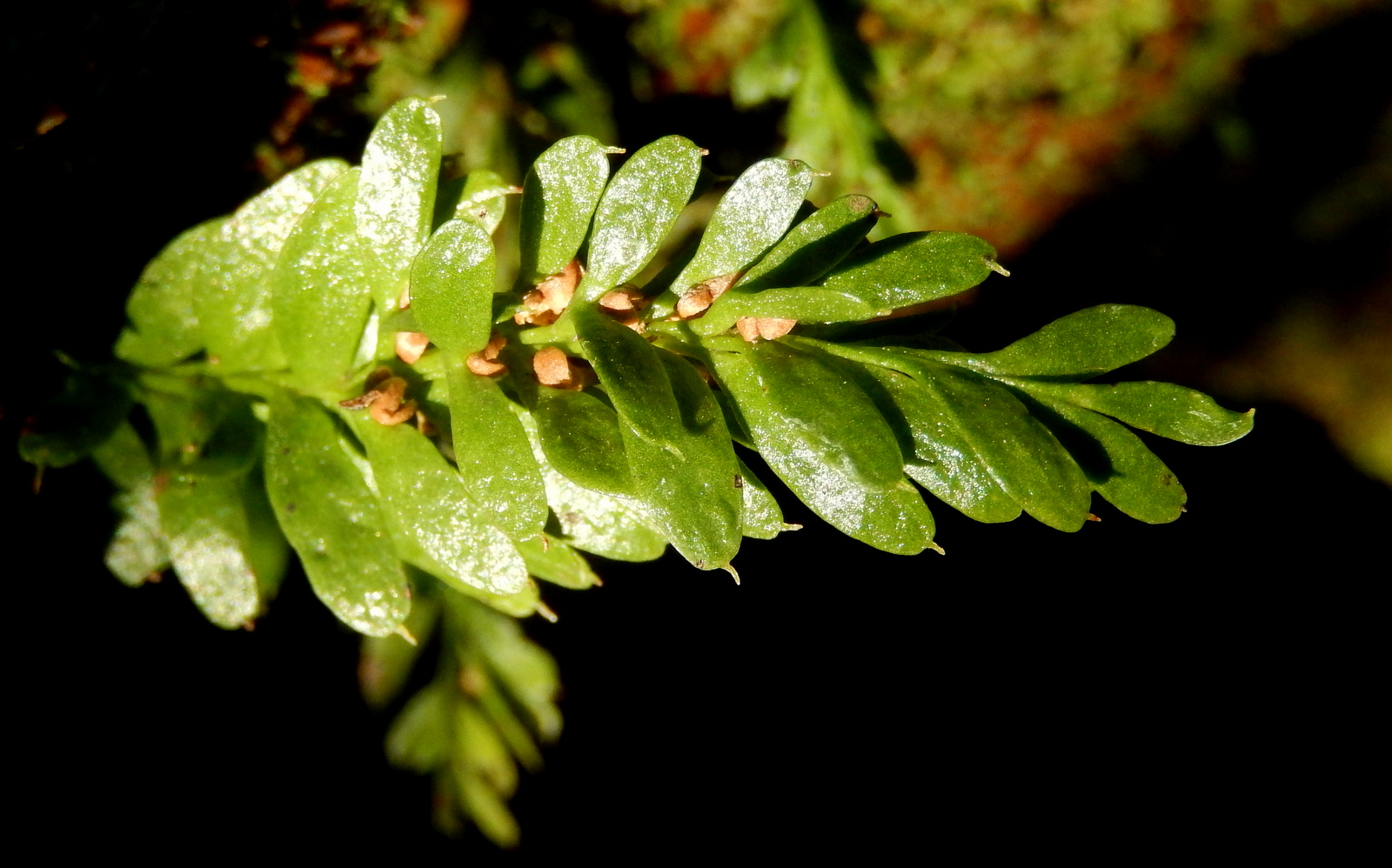
Tmesipteris ovata

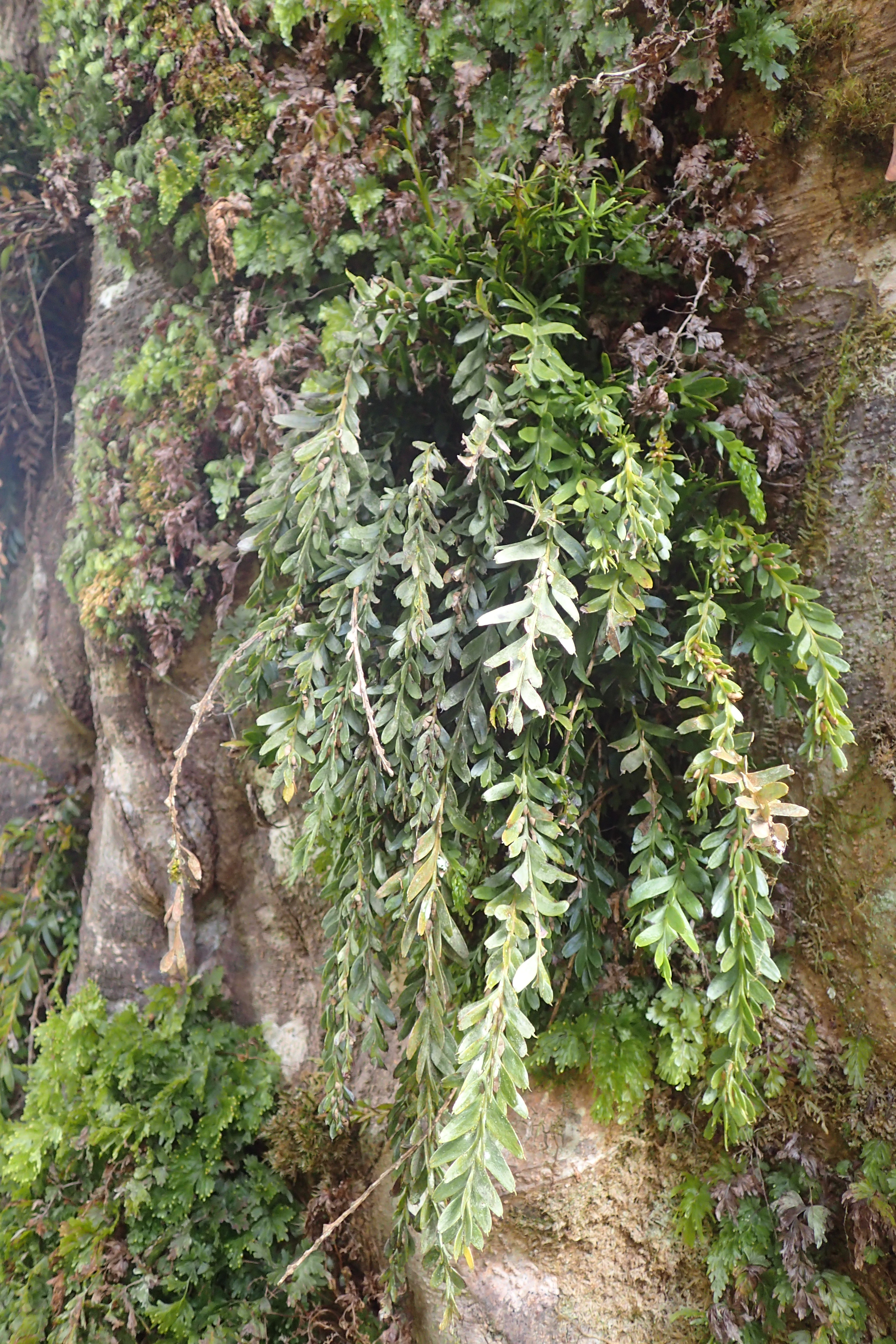
Tmesipteris tannensis

Tmezypterys (Tmesipteris Bernh.) – rodzaj roślin z rodziny psylotowatych (Psilotaceae). Obejmuje ok. 15 gatunków, przy czym jeszcze w XXI wieku wciąż odkrywane i opisywane są kolejne. Rośliny te rosną w południowo-wschodniej Azji (od Filipin i Indonezji), poprzez Nową Gwineę, po Australię, Nową Zelandię i inne wyspy Oceanu Spokojnego (np. Nową Kaledonię i Polinezję Francuską). Są to rośliny epifityczne (często rosną na paprociach drzewiastych), rzadziej naziemne. Są obligatoryjnie zależne od mykoryzy.

## Morfologia i anatomia
Gametofity (przedrośla)Bezzieleniowe, podziemne, walcowate, nierozgałęzione lub rozgałęzione dychotomicznie. Żyją w symbiozie z grzybami przenikającymi całe przedrośle. Zbudowane są z niezróżnicowanych, cienkościennych komórek miękiszowych i okryte skórką z jednokomórkowymi chwytnikami.
Na całej powierzchni gametofitu powstają rodnie i plemnie. Te pierwsze składają się z zagłębionej w tkance miękiszowej części brzusznej i wysuniętej na zewnątrz szyjki. Część brzuszna składa się z komórki jajowej i kanałowo-brzusznej. Szyjka tworzona jest przez cztery szeregi komórek i zawiera w środku co najmniej cztery komórki kanałowe. Kuliste plemnie mają ściankę tworzoną z jednej warstwy komórek i wypełnione są przez komórki plemnikotwórcze. Powstają z nich plemniki, które pokryte są licznymi rzęskami.
SporofityPod ziemią rozwija się w postaci kłącza pozbawionego korzeni, ale pokrytego na całej jego powierzchni licznymi chwytnikami. Układ wiązek przewodzących wewnątrz kłącza jest typu protosteli lub syfonosteli.
Z kłącza wyrastają zwykle zwisające (u form naziemnych wzniesione) pędy nadziemne krótkie, zwykle do kilku cm, rzadziej osiągające do 20 cm długości lub nawet 50 cm. Pędy te są nagie i zwykle nierozgałęzione, rzadziej słabo rozgałęzione widlasto, poza nasadą gęsto ulistnione. Liście siedzące, z pojedynczą żyłką przewodzącą są lancetowate, płaskie, często z ościstym wyrostkiem. Odmienne są liście u nasady pędu, które są drobne i łuskowate oraz górne, wspierające zarodnie (sporofile), które są większe i rozwidlone dychotomicznie. Zarodnie zrastają się po dwie w synangia i rozwijają się na górnej powierzchni liści. Zarodniki są jednakowe, nerkowate, powstają w liczbie ponad tysiąca w poszczególnych zarodniach.

## Rozwój i rozmnażanie
Po zapłodnieniu komórki jajowej, w wyniku pierwszego jej podziału powstaje komórka dolna i górna. Z tej pierwszej rozwija się stopa zarodka zagłębiona w tkankach gametofitu – jej wydłużone komórki pobierają z niego substancje odżywcze. Z górnej komórki rozwija się początkowo kulistawy i niezróżnicowany zarodek, pozostający pod osłoną tkanek gametofitu. Zarodek, rosnąc i wydłużając się, w końcu rozrywa te tkanki, po czym dzieli się dychotomicznie na podziemne kłącze i pęd nadziemny. Rozwój młodych sporofitów odbywa się przez długi czas w oparciu o zasoby przedrośla.
W przeciwieństwie do siostrzanych psylotów nie wytwarzają rozmnóżek.

## Systematyka
Jeden z dwóch rodzajów z rodziny psylotowatych (Psilotaceae) z rzędu psylotowców (Psilotales). Obejmuje kilkanaście gatunków.
Wykaz gatunków
- Tmesipteris alticola Perrie & Brownsey
- Tmesipteris elongata P.A.Dang.
- Tmesipteris gracilis Chinnock
- Tmesipteris horomaka Perrie, Brownsey & Lovis
- Tmesipteris lanceolata P.A.Dang.
- Tmesipteris norfolkensis P.S.Green
- Tmesipteris obliqua Chinnock
- Tmesipteris oblongifolia A.F.Braithw.
- Tmesipteris ovata N.A.Wakef.
- Tmesipteris parva N.A.Wakef.
- Tmesipteris sigmatifolia Chinnock
- Tmesipteris solomonensis Braithwaite
- Tmesipteris tannensis (Spreng.) Bernh.
- Tmesipteris truncata (R.Br.) Steud.
- Tmesipteris vanuatensis A.F.Braithw.
- Tmesipteris vieillardii P.A.Dang.
- Tmesipteris zamorarum Gruezo & Amoroso